# Thuraya
Thuraya, (arabe : الثريا, prononcé : [aθːuˈrajːa]), constellation des Pléiades en arabe) est un opérateur de téléphonie satellitaire régional basé à Abou Dabi aux Émirats arabes unis qui possède deux satellites de télécommunications en orbite géostationnaire. La société dispose fin 2014 d'environ 200 000 abonnés.

## Historique
La société est créée en 1997 à la suite d'une levée de capitaux de 500 millions US$ par son principal actionnaire Etisalat, la société de télécommunications des Émirats arabes unis. 475 millions US$ sont levés auprès de diverses institutions financières en 1999. Le nouvel opérateur commande  à Boeing trois satellites de télécommunications destinés à fonctionner en  bande L et circulant sur une orbite géostationnaire pour créer un réseau de téléphonie satellitaire similaire à celui proposé par Inmarsat.
En 2018 Thuraya devient la filiale de l'opérateur de satellites de télécommunications Al Yah Satellite Communications Company (en) (Yahsat) basé aux Émirats arabes unis dont les capitaux sont détenus par la société d'investissement Mubadala Investment Company détenue par le gouvernement émirati,.
Courant 2021 trois satellites sont en orbite et deux autres sont commandés avec une première  livraison prévue à compter de 2024 :   
- Thuraya 1 est placé en orbite en 2000 par un lanceur Zenit 3SL de la société Sea Launch. Le satellite tête de série du nouveau modèle BSS-702 / GEM (en)  est victime d'un problème de conception de ses panneaux solaires et est retiré du service en 2007. La société dispose début 2016 de deux satellites en fonctionnement[2],[4].
- Thuraya 2 et  3 sont pratiquement identiques à Thuraya 1. Thuraya 2 est lancé le 10 juin 2003 et placé sur une orbite géosynchrone de 44° de longitude est avec une inclinaison de 6,3°. Il dessert les utilisateurs de mobiles situés en Europe, au Moyen-Orient, en Afrique et dans une partie du continent asiatique. Thuraya 3 est lancé le 15 janvier 2008, est positionné sur une orbite géosynchrone de 98,5° de longitude est avec une inclinaison de 6,3°. Il dessert l'est de l'Asie et l'Australie[5].
- L'opérateur change de fournisseur pour les deux satellites suivants commandés en août 2020 pour un montant de 500 millions US$. dont le premier Thuraya 4-NGS doit être passé en orbite en 2024. Ces deux satellites sont construits par Airbus Defence and Space et utilisent la plateforme à propulsion électrique Eurostar Neo de ce constructeur. Ils disposent d'une antenne circulaire en bande L de 12 mètres de diamètre et permettent de gérer 3 200 canaux de communication simultanés[6],[7].

## Caractéristiques techniques
Les satellites Thuraya font partie de la série HS-GEM / BSS-GEM (Geomobile) (en) du constructeur américain Boeing. D'une masse de  5,1 tonnes au lancement ils disposent d'une antenne circulaire de 12,25 mètres de diamètre qui permet de maintenir 200 faisceaux en bande L qui peuvent être réorientés. Chaque satellite permet 13 750 communications téléphoniques simultanées. La durée de vie de ces satellites est de 12 ans,

## Services

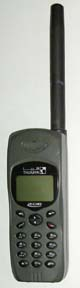
Téléphone satellite Thuraya, modèle Hughes 7101.

Le système permet des télécommunications en voix, données et SMS. Il fournit également des services de données GmPRS pour l'accès direct à Internet via les satellites.
Plusieurs modèles de téléphones sont disponibles, ils permettent la connexion par satellite ainsi que par les réseaux GSM via des accords de roaming.
Les appareils acceptent les cartes SIM d'autres réseaux, le propriétaire de la carte SIM GSM étant dans ce cas facturé par son opérateur mobile.
D'autres fonctions plus spécialisées sont disponibles : 
- suivi de véhicules par GPS, fourni principalement par Teknobil en Turquie
- télécommunications en milieu maritime par APSI
- systèmes de sécurité et suivi de bateaux de plaisance par Terra-Mare
- systèmes aéronautiques par SatCom System.

L'envoi de SMS gratuit, vers un téléphone Thuraya, est possible par Internet.